# Посавский партизанский отряд (Сербия)
Посавский народно-освободительный партизанский отряд (сербохорв. Посавски народноослободилачки партизански одред / Posavski narodnooslobodilački partizanski odred) — отряд партизан Народно-освободительной армии Югославии, действовавший с конца августа по ноябрь 1941 года.

## История
Отряд образован в конце августа 1941 года после объединения посавских рот из Космайско-Посавского партизанского отряда. Командиром отряда был назначен Коча Попович, а политруком — Бора Маркович (оба — будущие Народные герои Югославии). Это был один из крупнейших партизанских отрядов в Сербии в 1941 году, насчитывал 2600 человек. Пространство, на котором действовал данный отряд, было преимущественно равнинным, поэтому отряд придерживался тактики малых групп, предпочитая атаковать небольшими взводами и перекрывать вражеские линии снабжения.
Отряд вёл борьбу, ежедневно атакуя немецкие транспортные колонны, а также препятствовал судоходству на реке Сава, в какой-то момент даже полностью перекрыв возможность речного сообщения на Саве. Также отряд организовывал засады, чем оказывал большую услугу партизанам во время блокады Валево. Дороги Белград—Валево, побережье Савы и территория между Валево, Шабацем и Обреновацем контролировались именно Посавским отрядом, а штаб его располагался в городе Уб.
В конце октября 1941 года Посавский отряд вступил в открытые бои с немцами, нанеся противнику тяжёлые потери. Верховный штаб НОАЮ отправил отряду боеприпасы из Ужице, но четники близ Карана атаковали конвой и захватили все припасы. Вскоре отряд вынужден был под натиском немцев без боеприпасов уйти в Западную Сербию. После падения Ужицкой республики и отступления партизан в Санджак отряд был расформирован, а его личный состав влился в 6-й (белградский) батальон 1-й пролетарской ударной бригады.

## Народные герои Посавского отряда
- Вукадин Вукадинович, политрук отряда
- Любомир «Любче Шпанац» Живкович-Илич, политрук 2-й белградской роты
- Бора Маркович, политрук отряда
- Синиша Николаевич, командир роты
- Коча Попович, командир отряда